# Hillevi Engström
Hillevi Maria Engström, född Pettersson 15 april 1963 i Sollentuna, är förbundsdirektör på Södertörns brandförsvarsförbund och en svensk före detta  politiker (moderat). Hon var statsråd i regeringen Reinfeldt (arbetsmarknadsminister 2010–2013 och biståndsminister 2013–2014).

## Biografi
Hillevi Engström föddes i Sollentuna som dotter till speciallärare Georg (1930–2013) revisor/egna företagaren Barbro (född Olsson) f. 1934 Pettersson. Hon växte upp tillsammans med systern Karin Hübinette och två bröder. Modern var vid sidan om tjänsten som egenföretagare också kommunalpolitiker för Moderaterna. År 1983 avlade Engström polisexamen vid Polishögskolan i Ulriksdal och arbetade därefter som polis och senare kriminalinspektör tills hon 1996 blev ombudsman vid Polisförbundet som första kvinna på den posten. År 1998 började hon engagera sig i kommunalpolitiken för Moderaterna i Sollentunas kommunfullmäktige. Hon har även varit ordförande i Sollentunahem. Under åren har hon också studerat juridik, arbetsmarknadskunskap och pedagogik vid universiteten i Stockholm och Örebro.
Engström var ordinarie riksdagsledamot 2002–2015, invald i Stockholms läns valkrets. Hon var ordförande i arbetsmarknadsutskottet 2008–2010 och var ledamot i justitieutskottet 2006–2008 och i EU-nämnden 2006–2008. Engström utsågs till Moderaternas jämställdhetspolitiska talesperson i januari 2010. I augusti 2010 blev hon även utsedd till Moderaternas talesperson i arbetsmarknadspolitiska frågor och den 5 oktober samma år utsågs hon till regeringens nya arbetsmarknadsminister. I sitt politiska arbete har Engström varit engagerad i frågor som rör trygghet och kvinnors situation. Hon har även varit ansvarig för att formulera Moderaternas nya jämställdhetspolitik.
Den 17 september 2013 utsågs hon till biståndsminister.
I januari 2015 avgick Engström som riksdagsledamot och ersattes i riksdagen av Erik Ottoson. Hon tillträdde i mars 2015 som kommundirektör i Upplands Väsby kommun. Under en kort period 2016 var hon regeringens nationella samordnare mot våldsbejakande extremism, innan hon återgick till posten som kommundirektör i Upplands Väsby. Engström anställdes 2019 som förbundsdirektör för Södertörns brandförsvarsförbund. Hon är ledamot i styrelsen för AB Samhall, Tredje AP-fonden och Brandskyddsföreningen.